# Setzin
Setzin är en ortsteil i kommunen Toddin i Landkreis Ludwigslust-Parchim i förbundslandet Mecklenburg-Vorpommern i Tyskland. Setzin var en kommun fram till 26 maj 2019 när den uppgick i Toddin. Kommunen Setzin hade 465 invånare 2019.